# محمد رؤوف العطار
أبو عبد السلام محمد رؤوف العطار، (1878-1965)، كاتب ومترجم ومحامٍ، شغل مناصب ادارية في عهد المملكة العراقية.

## نشأته والوظائف التي شغلها
ولد محمد رؤوف في مدينة الموصل 10 رمضان 1296هـ/ 1878م، ونشأ وتربى فيها وكان والدهُ هو عبد الله بن رجب العباسي العطار، ودرس رؤوف في مدرسة باب لكش، ثم في المدرسة العثمانية الرشدية المتوسطة، وبعد اكمالهِ الدراسة الإعدادية عين معلماً في مدينة كركوك، ثم انتسب إلى مدرسة الحقوق ببغداد سنة 1908، ثم انتقل إلى البصرة وشغل منصب مدير إعدادية البصرة، ثم انتقل إلى بغداد وساهم في التدريس في المدرسة الجعفرية الأهلية، وكان يتولى تدريس الحساب وأصول مسك الدفاتر، ثم سافر إلى الهند في عمل تجاري، وهنالك مرض وخسر أمواله، ولما لم يوفق في التجارة عاد إلى بغداد بعد انتهاء حكم الدولة العثمانية سنة 1919، وعمل في الاعمال الحرة وكانت لهُ معرفة بالكيمياء وصناعة الصابون، فعمل في انتاج الصابون وبيعه، ثم سافر إلى البصرة، ورجع ومارس التدريس في التعليم وعين مديراً لثانوية البصرة، وبعدها عين مدرساً في ثانوية التفيض الأهلية ببغداد، ثم انتقل إلى الموصل وشغل منصب مدير ثانوية الموصل ثم مديراً للمعارف في لواء الموصل، وكان لواء الموصل وقتها يضم كلاً من مدن أربيل وكركوك والسليمانية، ولقد سعى في انشاء الكثير من المدارس في محافظات شمال العراق. ثم انتقل إلى بغداد وشغل منصب مدير مدرسة الثانوية المركزية ثم نقل إلى مديرية المعارف في لواء البصرة، وكان لواء البصرة يشمل مدن العمارة والناصرية والديوانية والبصرة. وبعدها أحيل على التقاعد ومارس مهنة المحاماة مع زميلهِ المحامي محمد فهمي الجراح، ثم عين وكيلاً لوزارة الأوقاف وكان من سيرتهِ أنهُ لا يتوكل عن دعوى ضد إمرأة أبداً وكان رجلاً سمحاً محباً للخير ويسعى للصلح بين الناس وإنهاء الخلافات قبل عرضها على مجلس القضاء. 

## مؤلفاته
- ترجم كتاب الإنجيل والصليب للأب عبد الواحد داود الذي اعتنق دين الإسلام، وتولى طبعه الشيخ محمد رشيد رضا في القاهرة سنة 1932م.

## من آثاره ومنجزاته
ساهم في بناء المدارس في مدن وقرى العراق، وكانت لهُ صلات وعلاقات مع رجال الدين والعلم والثقافة في العراق ومصر وبخاصة السيد محمد رشيد رضا صاحب تفسير المنار والشيخ محب الدين الخطيب. وكان يحب نشر العلم والمعرفة.

## من عائلته
- حفيدهُ المؤرخ عماد عبد السلام رؤوف وهو كاتب واستاذ جامعي.

## وفاته
توفي محمد رؤوف في يوم الثلاثاء 25 محرم 1385 هـ، الموافق 25 مايس 1965م، وشيع جثمانه في موكب كبير مشى فيهِ رجال التعليم والقضاء والصحافة وجمع من تلاميذه إلى جامع الإمام الأعظم في الأعظمية، ودفن في مقبرة الخيزران.